# Vicks
Vicks è una marca di farmaci da banco di proprietà della compagnia statunitense Procter & Gamble. Vicks produce il NyQuil e il suo corrispettivo per l'assunzione diurna, DayQuil. Il marchio produce anche medicinali per la tosse, il noto Vicks VapoRub, e molti altri rimedi per curare malattie al livello respiratorio. Inizialmente, i prodotti Vicks erano prodotti dalla compagnia a gestione familiare Richardson-Vicks, Inc., situata a Greensboro, North Carolina, venduta poi alla Procter & Gamble nel 1985.
In Giappone, i prodotti vengono distribuiti dalla Taisho Pharmaceutical ma prodotti dalla P&G in India, mentre in Belgio, vengono importati e distribuiti direttamente dalla compagnia, come anche in Italia e in altri stati europei.
Nelle nazioni germanofone, il nome del marchio è stato cambiato in Wick, per evitare possibili equivoci di connotazione sessuale. Negli stati di lingua portoghese e spagnola, i prodotti sono distribuiti con il marchio Vick.

## Storia
Nel 1890, il farmacista Lunsford Richardson della cittadina di Selma (Carolina del Nord), acquisì un'attività dedicata alla vendita al dettaglio di farmaci appartenuta al cognato Joshua Vick, a Greensboro.
Dopo che il Dr. Vick aveva visto una pubblicità della Vick's Seed, azienda di New York dedicata alle sementi, Lunsford Richardson iniziò a commercializzare i propri prodotti come i Vick's Family Remedies, ovvero i rimedi della famiglia Vick. I principali prodotti venduti erano olio di ricino, pomate, unguenti e antielmintici. I rimedi più famosi erano quello per il croup e per la polmonite: quest'ultimo prodotto venne sviluppato nel 1891 per poi essere immesso nel commercio nel 1905 come il Vick's Magic Croup Salve e, dal 1912, come VapoRub. 
Il primogenito di Lunsford, Smith Richardson, ebbe importanti esperienze di vendita e marketing, dopo aver lavorato per un certo periodo a New York e nel Massachusetts al termine del college. Alla morte del padre, nel 1919, Smith assunse la presidenza della compagnia.
La grave epidemia d'influenza spagnola del 1918 incrementò le vendite del VapoRub, passato da $900.000 a $2,9 milioni di dollari in un solo anno. Nel 1948 Edward Mabry divenne il presidente della Vick (il primo a non far parte della famiglia Richardson), e ribattezzò l'azienda Vick Chemical Company. Nel 1985 la Vick venne venduta alla Procter & Gamble, che commercializzò i prodotti con lo slogan «L'unica cosa più potente del tocco di una madre».
Gli archivi dell'azienda (inclusi gli archivi e i registri personali della famiglia Richardson) a partire dal 1920 fino alla vendita del 1985 sono custoditi dalla Università della Carolina del Nord a Chapel Hill.

## Prodotti principali
- Vicks VapoInhaler
- DayQuil
- ZzzQuil
- Vicks VapoRub
- Vicks Medinait (all'estero conosciuto come Nyquil)